# Кенард (Небраска)
Кенард (енгл. Kennard) град је у америчкој савезној држави Небраска.

## Демографија
По попису из 2010. године број становника је 361, што је 10 (-2,7%) становника мање него 2000. године.
| Група             | 2000.       | 2010.       |
| Белци             | 359 (96,8%) | 352 (97,5%) |
| Афроамериканци    | 1 (0,3%)    | 0 (0,0%)    |
| Азијати           | 3 (0,8%)    | 1 (0,3%)    |
| Хиспаноамериканци | 1 (0,3%)    | 6 (1,7%)    |
| Укупно            | 371         | 361         |